# Lygodium scandens
Lygodium scandens là một loài dương xỉ trong họ Lygodiaceae. Loài này được L. Sw. mô tả khoa học đầu tiên năm 1801.

## Hình ảnh

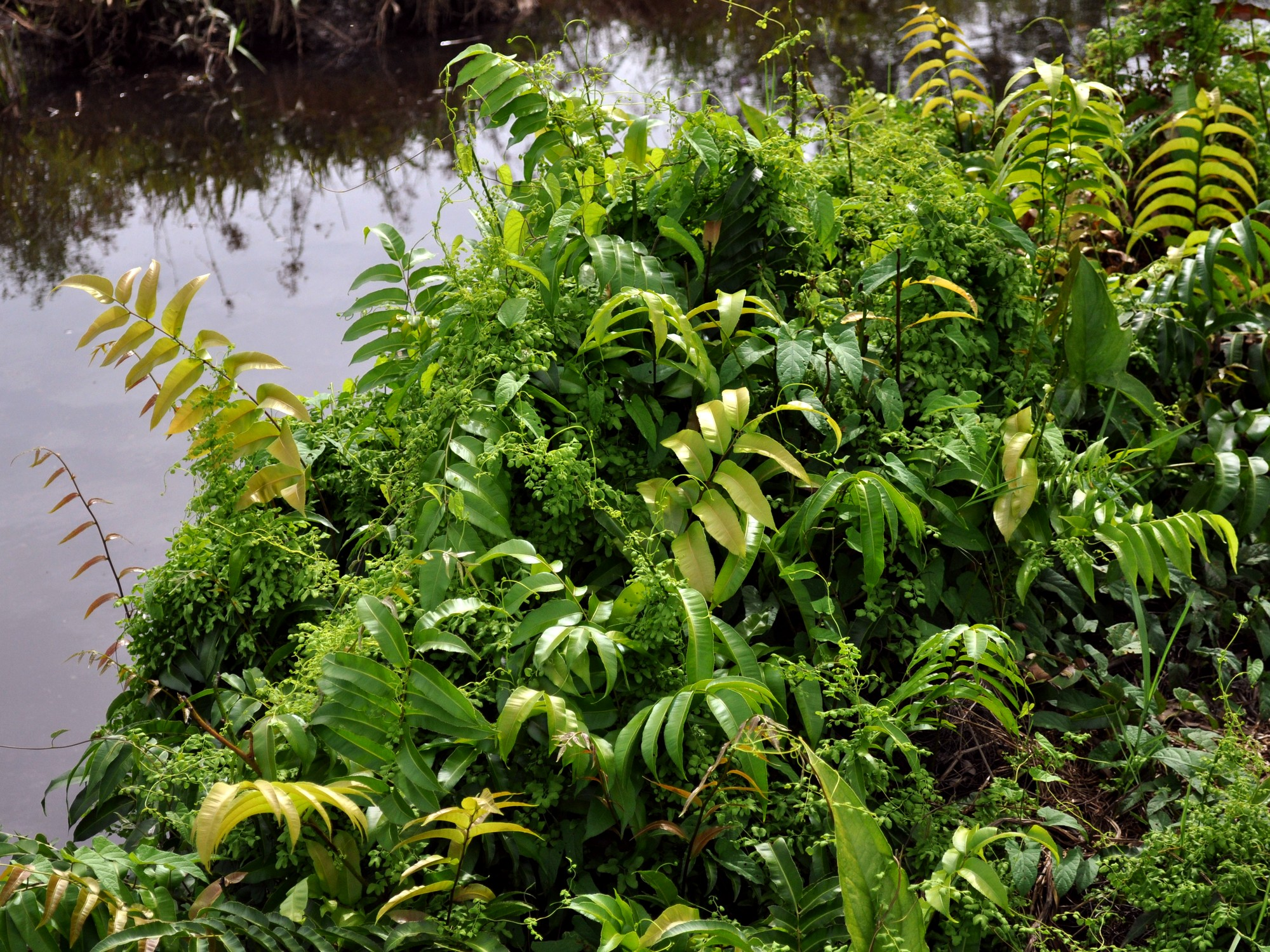